# La Condition humaine
Pour les articles homonymes, voir La Condition humaine (homonymie).
Ne doit pas être confondu avec La Comédie humaine.
La Condition humaine est un roman d'André Malraux publié en extraits dans La Nouvelle Revue française et dans Marianne, et en volume aux éditions Gallimard en 1933. Après la guerre, Malraux publia, toujours dans la collection blanche de Gallimard, une « édition revue et corrigée » (achevé d'imprimer du 16 juillet 1946).
Dédié à l'écrivain néerlandais Eddy du Perron, le roman, avec le soutien actif de Gaston Gallimard, obtient le prix Goncourt à la fin de la même année grâce à la double voix du président du jury, J.-H. Rosny aîné, alors qu'il reçoit cinq voix contre cinq à Le roi dort de Charles Braibant.
En 1950, ce roman fut inclus dans la liste du Grand prix des Meilleurs romans du demi-siècle. Il est le troisième et ultime volet de la trilogie asiatique d'André Malraux précédé par Les Conquérants et La Voie royale, publiés respectivement en 1928 et en 1930.

## Contexte historique
En mars 1927, l'Armée révolutionnaire du Kuomintang sous le commandement de Tchang Kaï-Chek est en marche vers Shanghai. Afin de faciliter la prise de la ville, dont le port représente un important point stratégique, les cellules communistes de la ville préparent le soulèvement des ouvriers locaux. Mais inquiet de la puissance de ces derniers et gêné dans sa quête de pouvoir personnel, Tchang Kaï-Chek se retourne contre les communistes. Aidé en cela par les Occidentaux occupant les concessions, qui espèrent l'éclatement du Kuomintang, et des milieux d'affaires chinois, il fait assassiner le 12 avril 1927 des milliers d'ouvriers et dirigeants communistes par la Bande Verte, une société criminelle secrète.

## Personnages principaux
- Le professeur Gisors est le père de Kyo, un intellectuel communiste, universitaire marxiste, éminence grise derrière le soulèvement et intoxiqué à l'opium ; il est la figure du sage, tous viennent se confier à lui.
- Kyoshi (Kyo) Gisors, fils du précédent, dirige l'insurrection communiste de Shanghai. Idéaliste, il luttera jusqu'à la mort pour la « dignité » des travailleurs. Il a été dit que Zhou Enlai, un ancien homme politique et vice-président du parti communiste qui a eu un rôle majeur dans la révolution de 1927, fut le modèle pour ce personnage de Malraux. Il aime May.
- May, épouse allemande de Kyo, médecin, représente la vie dans ce contexte de mort et donne au combat révolutionnaire sa dimension féminine.
- Tchen est un disciple du Professeur Gisors, engagé dans la lutte armée, lutte qui deviendra par la suite sa seule raison de vivre. Il fait de son engagement une sombre mystique suicidaire.
- Katow, généreux et courageux, est un ancien militant de la révolution russe de 1917. Rescapé de la répression des Russes blancs, son idéalisme l'a poussé à rejoindre la révolution communiste chinoise. C'est le personnage le plus humain du roman.
- Le baron de Clappique est un ancien antiquaire et marchand d'art français, reconverti dans le trafic d'armes. C'est un personnage mythomane et joueur, théâtral et drôle, inquiétant aussi ; une création originale.
- Ferral, qui représente le pouvoir de l'argent, n'a qu'une passion : dominer autrui. C'est un ambitieux industriel français, président de la Chambre de Commerce française.
- Hemmelrich représente l'humilié, c'est un ouvrier originaire de Belgique, éternel prolétaire perdant. Il s'engage dans l'action après avoir vu sa famille massacrée.

## Résumé
La Condition humaine relate le parcours d'un groupe de révolutionnaires communistes préparant le soulèvement de la ville de Shanghai. Au moment où commence le récit, le 21 mars 1927, communistes et nationalistes préparent une insurrection contre le gouvernement.

### Première partie: 21 mars 1927
Afin de mener à bien l'insurrection, le groupe de Kyo et Katow est à la recherche d'armes. Pour s'emparer d'une cargaison, Tchen poignarde un trafiquant d'armes. Les informations qu'il récupère sur le cadavre permettent à Kyo et Katow, soutenus par le baron Clappique de récupérer les armes sur un cargo dans le port. Ils peuvent alors distribuer le fret aux combattants clandestins.

### Deuxième partie: 22 mars
L'insurrection a lieu le lendemain, et ils remportent facilement la victoire grâce à une population qui leur est alliée contre la police. D'un autre côté, le capitaliste Ferral convainc le milieu des affaires de se rallier au général Tchang Kaï-chek, sur le point d'envahir la ville. La victoire remportée, ce dernier se tourne contre les communistes, suivant l'accord passé avec Ferral et sauvant les actions de celui-ci ; il exige des rouges qu'ils rendent leurs armes.

### Troisième partie: 29 mars
En réaction, Kyo part consulter le Komintern à Han Kéou, ville située un peu plus au nord, mais Moscou déclare préférer rester neutre et interdit tout nouveau soulèvement. Il revient sans plus savoir quoi faire, tandis que Tchen, que son premier meurtre a progressivement transformé en partisan de l'action directe, envisage l'assassinat de Tchang Kaï-chek.

### Quatrième partie: 11 avril
Au milieu de la répression, Clappique apprend que lui et Kyo sont recherchés par la police. Il prévient ce dernier, et ils se fixent un rendez-vous pour le soir, à 11 heures. Parallèlement, Tchen échoue à assassiner le général Tchang Kaï-chek, puis comprend qu'il est nécessaire d'envisager un attentat-suicide pour avoir plus de chance de succès et pour affirmer son désir d'élever l'attentat individuel en méthode privilégiée, accomplissement, selon lui, de la vraie nature de l'engagement. Hélas, il se jette sous une voiture leurre, destinée à protéger le général de gens comme lui.

### Cinquième partie
Kyo et May tentent de retrouver Clappique qui, jouant pour réunir l'argent nécessaire à son départ, est gagné par la frénésie du jeu et ne veut plus penser à eux. Le couple, ne prêtant plus attention à l'avertissement du baron, est assommé dans la rue par des policiers. Kyo est arrêté et May laissée à terre. Clappique, en proie aux remords, tente d'intercéder auprès de la police pour libérer Kyo après une requête de Gisors qui connaît les relations du Baron avec le chef de la police de Tchang Kaï-chek. D'un autre côté, Hemmelrich, après avoir découvert le meurtre sauvage de sa famille et constaté qu'il était désormais libre de dépasser sa condition d'homme, se joint à Katow pour lutter contre le général. La permanence que ceux-ci tentaient de défendre tombe finalement. Katow est blessé et capturé mais le Belge parvient à s'enfuir en revêtant un uniforme du camp adverse.

### Sixième partie
Kyo et plusieurs de ses compagnons sont emprisonnés. Kyo, comme tous les autres chefs de la révolution, dispose d'une capsule de cyanure camouflée dans sa boucle de ceinture. Ayant été prévenu des tortures qui l'attendaient, il décide de l'utiliser et se suicide. Cependant, Katow décide d'affronter la torture et offre sa dose de cyanure à d'autres captifs. Clappique, à qui le chef de la police (König) avait donné « deux jours pour filer » en lui faisant savoir qu'il connaissait son rôle dans la tractation d'armes, s’embarque à destination de l’Europe en se déguisant en marin.

### Septième partie: 2 juillet
Ferral  échoue à Paris auprès des banques et du gouvernement dans son désir de sauver le Consortium chinois dont il est le directeur. May vient trouver Gisors, réfugié chez son beau-frère, le peintre Kama, à Kobé (Japon) : elle vient le chercher car il est nommé professeur à Moscou. Elle apprend par un courrier en poste restante qu’Hemmelrich est devenu ouvrier. Le professeur lui indique qu’il restera au Japon. Elle part alors en Union soviétique pour « servir ». Gisors lui fait comprendre qu’elle pourrait refaire sa vie. Elle va reprendre le bateau.

## Analyse
La singularité du roman réside en ce qu'il fait coexister la conscience de l'absurde avec la certitude de pouvoir triompher de son destin, grâce à l'engagement dans l'Histoire. En ce sens, l'œuvre de Malraux se démarque de celle de Drieu La Rochelle qui ne parvient pas à dépasser la crise. Une certaine discontinuité présente dans la composition du roman, analogue à la technique des plans utilisée au cinéma, se retrouve aussi au niveau de la phrase et du style, souvent heurté. Rompant avec cette écriture abondante et dense qui était le propre du roman traditionnel, Malraux invite ainsi le lecteur à recomposer activement le sens de l'œuvre.
Il est aussi, surtout, un roman précurseur, anticipant les désordres, il précède les romans d'après-guerre français le mouvement des existentialistes. Le texte est  très riche de "perles", de découpage demandant une lecture à plusieurs niveaux, ce qui en fait une œuvre majeure de langue française, en étroite harmonie avec son temps. Écrit pour survivre à son époque, il incarne aussi la rencontre de l'Orient et l'Occident, la fin d'un capitalisme colonialiste (Ferral), la naissance de nouvelles bases fondées sur la perte, le désenchantement sans pour autant tomber dans le désespoir.

## Réception critique et publique
La Condition humaine est classé à la 5e place des 100 meilleurs livres du XXe siècle par Le Monde/la Fnac en 1999. Patrick Boucheron dans sa somme Histoire mondiale de la France (2017) lui consacre un chapitre.
Les chiffres de ventes totales du livre sont estimés en 2021 à cinq millions d'exemplaires, ce qui fait de ce roman le plus vendu de l'histoire des prix Goncourt.

## Éditions
- La Condition humaine, aux éditions Gallimard, Paris, 1933.
- La Condition humaine, aux éditions Gallimard, collection Folio, no 1, Paris, 1972.